# Tomb Raider II
(L'incontro tra Lara e lo scagnozzo di Bartoli nella grande muraglia.)
Tomb Raider II è un videogioco del genere avventura dinamica, secondo capitolo della serie classica di Tomb Raider, e sequel di Tomb Raider. Fu sviluppato da Core Design e pubblicato da Eidos Interactive nel 1997 per Windows, Mac OS e PlayStation. Nel 1999 ne venne pubblicata un'espansione intitolata Golden Mask. Nel 2009 fu pubblicato su PlayStation Network e per PlayStation Portable, nel 2011 su Mac App Store, e nel 2012 su Steam.
Nel gioco principale, l'archeologa avventuriera Lara Croft è alla ricerca di un mitico manufatto cinese, il Pugnale di Xian, mentre in Golden Mask è alla ricerca di un mitico manufatto inuit, la Maschera di Tornarsuk. Da questo titolo la serie Tomb Raider è doppiata in italiano.
Una versione rimasterizzata del gioco con grafica e altri aspetti rinnovati, e inclusiva dell'espansione, venne pubblicata nel 2024 come parte di Tomb Raider I–III Remastered, una collezione per computer e piattaforme di gioco contemporanee comprendente le rimasterizzazioni dei primi tre giochi della serie classica di Tomb Raider.

## Trama

### Gioco principale: Pugnale di Xian
Il Pugnale di Xian è un antico artefatto cinese in grado di trasformare in uno xian in forma di drago chiunque avesse il coraggio di conficcarselo nel cuore. L'Imperatore della Cina utilizzò il potere del Pugnale per sottomettere i popoli dissidenti, ma un giorno dei monaci buddhisti tibetani appartenenti a un ordine guerriero lo sconfissero estraendogli il Pugnale dal petto. I monaci riposero il Pugnale all'interno di un tempio segreto nei sotterranei della Grande Muraglia, dove rimase al sicuro per secoli.
Un anno dopo la sua precedente avventura, Lara Croft si reca alla Grande Muraglia per trovare il Pugnale. Dopo aver affrontato trappole mortali, riesce a localizzare l'ingresso del Tempio, ma lo trova sigillato. Mentre lo esamina viene aggredita da un sicario: Lara ne ha facilmente ragione, ma l'uomo si toglie la vita dopo averle rivelato di lavorare per un certo Marco Bartoli, capo della setta della Fiamma Nera; costui è convinto di essere il Prescelto, ossia l'unico legittimo erede del Pugnale.
Lara si reca allora a Venezia, dove si trova il covo di Bartoli. Inseguendo l'uomo attraverso il suo rifugio e un teatro in rovina, Lara riesce a salire a bordo dell'aereo di Bartoli in partenza, ma viene scoperta e tramortita da un suo scagnozzo: si risveglia quindi a bordo di una piattaforma petrolifera nel Mare Adriatico, dove gli uomini di Bartoli stanno conducendo delle immersioni per localizzare il relitto della Maria Doria, un lussuoso transatlantico appartenuto a Gianni Bartoli, padre di Marco. Privata delle armi e costretta ad affrontare i mercenari, Lara si fa strada nella piattaforma fino a che incontra Fratello Chan, un monaco catturato da Bartoli mentre cercava di intralciare i suoi piani; Chan, appartenente al Monastero di Barkhang in Tibet, appartiene allo stesso ordine dei monaci che nascosero il Pugnale di Xian: egli rivela a Lara che per poter accedere al Tempio dello Xian è necessaria un'antica chiave, il Talion, custodita nelle catacombe sotto il suo monastero, alle quali si può accedere solo con un altro sigillo chiamato Serafo. Gianni Bartoli era riuscito a trafugare il Serafo e a imbarcarlo sulla Maria Doria, ma durante il viaggio di ritorno la nave venne affondata dal padre di fratello Chan. Prima che questi possa rivelare altro, viene ucciso da Bartoli; Lara quindi si immerge a 40 braccia di profondità per raggiungere il relitto della Maria Doria.
Dopo una serie di traversie, Lara recupera il Serafo e ritorna in superficie; rubato l'aereo di Bartoli, fa rotta verso il Tibet. Qui riesce a farsi strada fino al Monastero di Barkhang, dove si scontra con i mercenari assunti da Bartoli per uccidere i monaci e rubare il Talion. Aiutata dai monaci, Lara penetra nelle catacombe del Monastero e recupera anche il Talion, non senza prima averne ucciso il Guardiano (un mostro antropomorfo con testa d'aquila).
Uscita dalle catacombe e rubata una jeep della Fiamma Nera, Lara scappa da Bartoli e si reca nuovamente alla Grande Muraglia per poter finalmente entrare nel Tempio dello Xian. Prima che Lara possa impadronirsi del Pugnale, tuttavia, una trappola a pavimento la fa precipitare in un grande complesso di camere sotterranee disseminate di trappole mortali. Una volta riuscita a risalire fino alla sala principale, assiste impotente al rituale perpetrato da Marco Bartoli, che si pianta nel petto il Pugnale; l'uomo viene quindi trasportato attraverso un portale interdimensionale che dà accesso alle Isole Galleggianti, una dimensione parallela costituita da isole di giada sospese nel vuoto. Lara deve quindi scontrarsi con guardiani guerrieri xian per raggiungere Bartoli dormiente, deposto all'interno di un tempio sull'isola principale. Una volta raggiuntolo, grazie al potere del Pugnale di Xian l'uomo si trasforma in un enorme drago: Lara riesce a stordirlo per il tempo sufficiente a estrarre il Pugnale dal suo petto, ottenendone così la sconfitta immediata, per poi fuggire dalle Isole Galleggianti e dal Tempio dello Xian prima che questi vengano distrutti da un'esplosione.
Ritornata a Croft Manor, Lara è intenta ad ammirare il Pugnale quando scatta l'allarme anti-intrusione: gli ultimi uomini della Fiamma Nera rimasti sono infatti riusciti a rintracciarla e l'hanno raggiunta per vendicarsi. Lara li uccide tutti, e un breve filmato finale la mostra apprestarsi a entrare in doccia; mentre si accinge a togliersi l'accappatoio, all'improvviso rompe la quarta parete e, rivolta al giocatore, gli domanda "Sei ancora qui?" per poi raccogliere il fucile e sparare alla telecamera.

### EspansioneGolden Mask: Maschera di Tornarsuk
Nel 1999, Tomb Raider II fu ripubblicato in esclusiva per computer con un'espansione, anche detta Gold, consistente di cinque livelli, intitolata Golden Mask. In essa, Lara Croft è alla ricerca della leggendaria Maschera di Tornarsuk, capace di resuscitare chiunque la indossi, partendo da una serie di eventi apparentemente non collegati tra loro: la fotografia di un cacciatore di balene inuit con in mano quella che sembra una maschera d'oro, il conflitto per il possesso di una miniera d'oro su un'isola delle Quattro Montagne, parte delle Isole Aleutine in Alaska, e una vecchia base militare sovietica segreta ivi situata.
Lara si reca dunque alla base-miniera in Alaska, costruita sopra un antico insediamento inuit, dove affronta i mercenari dell'organizzazione A.V.A.L.A.N.C.H.E., spediti alla ricerca della Maschera. Scendendo nei pozzi della miniera abbandonata trova un complesso di caverne dove è custodita la Maschera di Tornarsuk, un luogo dove sgorgano dal sottosuolo torrenti di oro fuso incandescente, e dove si trova anche l'ingresso a un regno segreto, caratterizzato da un microclima tropicale mantenuto artificialmente da antiche tecnologie, e abitato da sasquatch e altre creature.
L'ultimo livello dell'espansione, Incubo a Las Vegas, è accessibile solo se il giocatore recupera tutti gli oggetti segreti nei livelli precedenti. In esso, il giocatore si trova in un incubo di Lara, completamente privo di logica: Lara è intrappolata in un hotel a Las Vegas, dove alcuni mercenari dell'A.V.A.L.A.N.C.H.E. hanno portato esemplari di T. rex e creature da lei affrontate nel regno segreto in Alaska.

## Modalità di gioco

### Caratteristiche tecniche
In Tomb Raider II il giocatore controlla l'archeologa Lara Croft, alla ricerca del misterioso pugnale di Xian. Il gioco è in terza persona. Lara è sempre visibile e la camera riprende da dietro le spalle. Il mondo in cui è situata è disegnato in tre dimensioni ed è caratterizzato dalla sua natura cubica. Sporgenze, muri e soffitti sono a 90° gli uni gli altri, benché i game designer abbiano usato qualche abile trucco per rendere il tutto meno evidente.
L'obiettivo del gioco è guidare Lara alla fine del livello. Il gameplay comprende l'affrontare pericolosi animali, altre creature e uomini, la risoluzione di enigmi ed il superamento di ostacoli naturali. 
Per Tomb Raider II vennero implementate alcune migliorie rispetto al precedente capitolo. Le migliorie principali riguardavano un arsenale più ampio, alcune nuove mosse, l'aggiunta dei primi veicoli guidabili, livelli più estesi anche ambientati in esterni, molti nemici in più e, per la versione PC, il supporto nativo per ambienti Windows e l'accelerazione grafica 3D tramite le librerie Direct3D. Vennero inoltre aggiunti effetti di illuminazione dinamica (tramite armi, fuoco, esplosioni e bengala) non presenti nel primo capitolo; allo stesso modo, fu possibile dotare gli ambienti esterni di un apposito horizon, ossia la simulazione del cielo e degli agenti atmosferici, che contribuì a rendere i livelli più realistici ed esteticamente gradevoli (gli esterni del primo capitolo avevano uno sfondo nero che faceva pensare ad ambientazioni esclusivamente notturne). Fanno inoltre la loro comparsa comportamenti dei nemici più complessi.

### Modalità di gioco
Il gameplay di Tomb Raider II non si discosta molto da quello del suo predecessore. Scopo dei livelli è sempre quello di muovere Lara attraverso gli scenari, che presentano diversi gradi di difficoltà.
I movimenti nel gioco sono vari e permettono complesse interazioni con l'ambiente circostante. Oltre a camminare, correre e saltare, Lara può eseguire passi laterali, verticali, rotolamenti a 180°, tuffarsi e nuotare in acqua (in tal caso, una barra di energia indica la resistenza di Lara all'annegamento). Lara ha due posizioni di base: una con le armi estratte ed una con le mani libere. Ad un certo punto della storia, Lara sarà privata di tutte le sue armi, lasciando il giocatore indifeso ed obbligato a ritrovare le pistole: questo avvenimento verrà riproposto in molti episodi successivi. Mentre in Tomb Raider Lara si scontrava principalmente con animali aggressivi (come gorilla, leoni e coccodrilli) o creature mitiche (come i guerrieri di Atlantide), in Tomb Raider II sono aumentati gli scontri a fuoco contro nemici umani, presenti quasi in ogni livello del gioco. A differenza del precedente capitolo, talvolta i nemici umani, dopo essere stati uccisi, rilasciano oggetti (armi, munizioni, medikit o bengala) che il giocatore può raccogliere.
In Tomb Raider II, numerosi nemici nonché una varietà di trappole possono portare Lara alla morte, evento che può capitare facilmente nel gioco. Avendo caratteristiche di videogioco a piattaforme, Lara dovrà eseguire salti sincronizzati che la portino sana e salva nella piattaforma opposta o precipiterà di sotto. La sopravvivenza alla caduta da alte sommità deriva dall'altitudine e dal tipo di salto (si possono effettuare anche tuffi ad angelo da altezze anche relativamente basse). Molto interessanti sono i pali acuminati: un qualunque salto anche sul posto sarà sempre fatale, corrergli attraverso provocherà danni, camminarvi lentamente non causa alcun danno. I vari animali del gioco non possono scavalcare piattaforme, ma la maggior parte dei nemici umani può farlo; il fuoco è un corpo letale nel gioco e se ne viene a contatto Lara prenderà immediatamente fuoco, ma può salvarsi entro breve tempo in uno specchio d'acqua. Altre cause di game-over del gioco sono annegamento, folgorazione, ferite da armi da fuoco, schiacciamenti o essere mangiati.
In Tomb Raider II, il pulsante d'azione è usato per raccogliere oggetti, azionare leve e pulsanti, sparare, spingere o arrampicarsi su sporgenze. Gli oggetti da raccogliere più diffusi sono le munizioni e piccoli o grandi medipack. Oggetti specifici da raccogliere nel gioco sono invece chiavi e oggetti richiesti per il completamento del livello.
Gli enigmi del gioco sono variabili: da tirare combinazioni di leve o premere serie di pulsanti, all'eseguire serie di salti sincronizzati, dall'evitare trappole, allo spostare blocchi, dal trovare il percorso giusto, al collezionare e trasformare diversi oggetti chiave. 
In Tomb Raider II è possibile salvare ovunque e un numero illimitato di volte. 
Il livello termina quando una certa destinazione è raggiunta, un oggetto è stato ottenuto, oppure un nemico è sconfitto.

## Livelli

### Livelli principali

#### Cina
- 1º Livello: La Grande Muraglia

#### Italia,Venezia
- 2º Livello: Venezia
- 3º Livello: Covo di Bartoli
- 4º Livello: Teatro dell'opera

#### Mare Mediterraneo
- 5º Livello: Piattaforma offshore
- 6º Livello: Area di immersione
- 7º Livello: 40 Atmosfere
- 8º Livello: Relitto della Maria Doria
- 9º Livello: Saloni Abitati
- 10º Livello: Il Porto

#### Tibet
- 11º Livello: Pendici tibetane
- 12º Livello: Monastero di Barkhang
- 13º Livello: Catacombe del Talion
- 14º Livello: Palazzo di ghiaccio

#### Cina
- 15º Livello: Tempio dello Xian
- 16º Livello: Isole galleggianti
- 17º Livello: La tana del Drago

#### Regno Unito,Londra
- 18º Livello: Casa dolce casa

### Livelli diGolden Mask

#### Stati Uniti,Alaska
- 19º Livello: La guerra fredda
- 20º Livello: L'oro degli sciocchi
- 21º Livello: Crogiolo degli dèi
- 22º Livello: Il regno

#### Stati Uniti,Las Vegas
- 23º Livello: Incubo a Las Vegas

## Personaggi
- Lara Croft: l'avventurosa archeologa questa volta è alla ricerca del mitico Pugnale di Xian. La voce di Lara è di Elda Olivieri.
- Winston Smith: anziano e fedele maggiordomo di Lara, Winston seguirà costantemente il giocatore per il percorso d'addestramento all'esterno di Croft Manor. Si muove lentamente portando un vassoio con tazze da tè e tende a lamentarsi un po'. La possibilità di chiuderlo nella stanza-freezer è l'unica soluzione per non farsi seguire costantemente durante l'addestramento.
- Marco Bartoli: leader della setta della Fiamma Nera, alla ricerca del Pugnale di Xian. Erede di una potente famiglia veneziana, Bartoli è ossessionato dalla ricerca dell'antico Pugnale. Suo padre Gianni morì quando lui era ancora giovane, nel naufragio della nave Maria Doria. Marco ritiene di essere il Prescelto, l'erede del potere del Pugnale, ma per trovare la chiave del Tempio dello Xian ha bisogno del Serafo, un sigillo affondato insieme al padre.
- Gianni Bartoli: padre di Marco, era un ricco illusionista e occultista che entrò in possesso del Serafo, sigillo della porta nascosta per le catacombe del monastero di Barkhang. Credendo di essere predestinato al potere di Xian, tentò di portarlo via sul suo transatlantico, la Maria Doria, ma esso fu affondato durante il viaggio di ritorno dai monaci di Barkhang.
- Claudio: scagnozzo di Marco Bartoli di stanza presso l'ingresso del Tempio di Xian, viene sconfitto da Lara dopo averla aggredita e si suicida ingerendo del veleno per essere venuto meno al suo compito.
- Eros: tirapiedi di Bartoli, tramortisce Lara sull'aereo del suo leader e la abbandona priva di armi sulla Piattaforma Petrolifera; qui sarà ucciso dall'archeologa, rientrata in possesso delle armi.
- Fabio: tirapiedi di Marco Bartoli, è il pilota dell'idrovolante su cui si nasconde Lara e che la porterà sulla piattaforma petrolifera nel Mare Adriatico. Lara lo ucciderà nel Monastero di Barkhang.
- Fratello Chan: per generazioni, il sacro ordine dei monaci di Barkhang ha custodito il Talion nelle catacombe al di sotto del suo monastero tibetano. Marco Bartoli ha rapito Fratello Chan e inviato una squadra di mercenari in Tibet per impossessarsi del prezioso meccanismo.

## Colonna sonora
La colonna sonora del gioco è stata composta da Nathan McCree che si era già occupato del primo capitolo e che si occuperà anche di Tomb Raider III. Alcune tracce specialmente quelle di pericolo, sono simili al primo capitolo e sono state riorchestrate. Anche il tema principale del gioco riprende la melodia del primo capitolo, ma stavolta eseguita in polifonia.
Notevole e originale durante il gioco, nei canali di Venezia, l'esecuzione di un brano che si ispira al gruppo musicale italiano dei Rondò Veneziano.

## Sviluppo
Lo sviluppo di Tomb Raider II era già allo stadio concettuale ancor prima che fosse pubblicato Tomb Raider: Core Design mise da parte idee dal primo capitolo per poi utilizzarle in un possibile seguito se il gioco avesse avuto successo.
Il team che si occupava del design di Tomb Raider II fu ampliato, e il gioco necessitò quindi di un minor tempo di sviluppo rispetto al suo predecessore. Core Design decise di utilizzare nuovamente lo stesso motore grafico di Tomb Raider, scegliendo di migliorare le caratteristiche del motore esistente piuttosto che ricominciare da zero con un nuovo motore. Al motore grafico vennero aggiunte nuove caratteristiche, come la già citata illuminazione dinamica per le armi e i bengala di Lara, così come controlli di gioco più precisi, molti più poligoni visualizzati a schermo e furono inoltre corretti bug minori sulla telecamera di gioco.
L'engine proprietario di Core Design permetteva di testare "al volo" i livelli realizzati dal team di sviluppo, perciò una squadra di sei betatesters era continuamente al lavoro per testare il gioco.

## Accoglienza e impatto sociale
| Testata                          | Versione    | Giudizio |
| -------------------------------- | ----------- | -------- |
| Metacritic (media al 07.12.2022) | PlayStation | 89/100   |
| GameRankings (media al 2019)     | PlayStation | 83/100   |
| IGN                              | PlayStation | 8/10     |
| GameSpot                         | PC          | 8.2/10   |
| GameSpot                         | PlayStation | 5.7/10   |
| Computer & Video Games UK        | PlayStation | 9.4/10   |

Per il lancio pubblicitario del gioco, venne scelta per impersonare Lara Croft la modella e attrice britannica Rhona Mitra.
Considerato uno dei giochi più attesi del 1997, Tomb Raider II fu un successo commerciale immediato e sfiorò di poco le vendite del primo Tomb Raider.
Tomb Raider II ricevette in generale critiche positive e alte votazioni dalle riviste e dai siti di settore. GameSpot assegnò alla versione PC del gioco un punteggio di 8,2/10 ma assegnò alla versione PlayStation un punteggio di 5,7/10, criticando l'aspetto grafico del gioco sulla console e la ripetitività di un gameplay sostanzialmente identico a quello del precedente gioco della serie. GameRankings calcolò un punteggio di 86,2% per la versione PC del gioco, e un punteggio di 82,71% per la versione PlayStation. La versione PlayStation guadagnò inoltre un punteggio di 8,0/10 da IGN, che ne lodò l'ottimo level design e il maggiore approccio action dell'esplorazione e dei combattimenti, ma ne criticò anche i bug visivi già presenti nel primo capitolo della serie e l'elevato grado di difficoltà generale, maggiore rispetto al gioco precedente.
Mentre si vociferava di una probabile trasposizione cinematografica basata sul franchise di Tomb Raider, Lara apparve come testimonial in diversi spot pubblicitari per SEAT e Lucozade. Gli U2 scelsero Lara come icona pop per il loro PopMart Tour del 1997 in filmati proiettati sul Jumbotron appositamente realizzati dalla Core Design su richiesta del gruppo.